# Agalenocosa fallax
Agalenocosa fallax là một loài nhện trong họ Lycosidae.
Loài này thuộc chi Agalenocosa. Agalenocosa fallax được Ludwig Carl Christian Koch miêu tả năm 1877.